# Șemlacu Mare, Timiș
Șemlacu Mare (germană Groß Schemlak, maghiară Nagysemlak, Mezosomlyo) este un sat ce aparține orașului Gătaia din județul Timiș, Banat, România.

## Istorie
Prima mențiune documentară datează din anul 1270, atunci când localitatea este amintită într-un document ecleziastic cu numele de Meseusumlow. Era un centru rural relativ important. Regele Béla al IV-lea a înființat aici o mănăstire cu hramul „Sfântul Thomas Becket”. În anul 1278 abatele mănăstirii se numea Iacob și aparținea Ordinului Sfântului Augustin.
La 1319 este menționat cu numele de Mezo-Sumlo. Între 1344 și 1370 avea deja statutul de oraș (civitas Mezeusumplyo). A decăzut spre sfârșitul Evului Mediu, coborând la rang de târg. În 1624 e menționat ca oppidum Mezo Somyo. Satul a devenit majoritar slovac după 1720, când a fost reînființat, cu numele de Semlak și colonizat cu familii de slovaci. Astăzi Șemlacu Mare este un sat majoritar românesc.

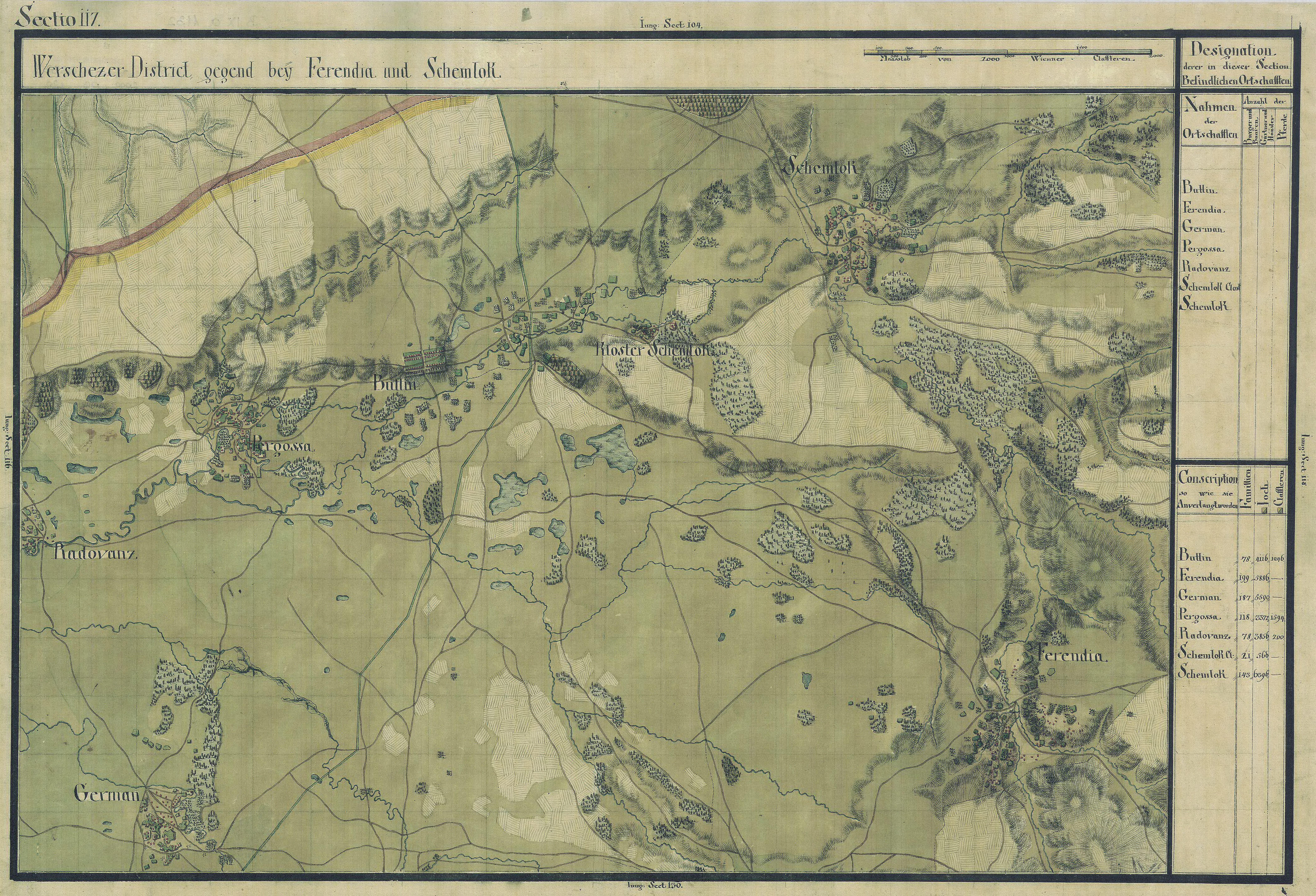
Şemlacu Mare în Harta Iosefină a Banatului, 1769-72